# Ђузепе Конте
Ђузепе Конте (итал. Giuseppe Conte; Волтурара Апула, 8. август 1964) је италијански правник, политичар и бивши премијер Италије од 1. јуна 2018. до 13. фебруара 2021. (поново је изабран на ову функцију 5. септембра 2019. године). По занимању је професор приватног права. Предложен је за премијера 21. маја 2018. на челу коалиционе владе између Покрета пет звездица и Лиге Матеа Салвинија. Дана 31. маја 2018. године је положио заклетву заједно са новим министром економије и финансија Ђованијем Тријаом. Његова влада је прва популистичка влада у западној Европи. Он је први премијер пореклом из Јужне Италије, после Ћирјака Де Мита из 1989. године.

## Детињство, младост и каријера
Конте је рођен 8. августа 1964. године у породици средње класе у Волтурара Апули. Отац Никола је био јавни службеник у локалној самоуправи, а мајка Лилина Роберти је била учитељица у основној школи. Након што се са породицом преселио у Сан Ђовани Ротондо, пошао је у класичну гимназију "Пјетро Ђаноне" у оближњем градићу Сан Марко ин Ламис. Потом је наставио студије на Универзитету Сапијенца у Риму где је дипломирао 1988. године. Једно краћи период је студирао у иностранству. Године 1992, је студирао на Правном факултету Универзитета Светог духа Дјукесне у САД, а 1993. године је похађао студије на Међународном институту за културу у Бечу. Касније је био истраживач и предавач на Универзитету Сорбона (2000), Колеџу Гиртон у Оксфорду (2001) и Њујоршком универзитету (2008). Тренутно предаје на универзитетима у Риму и Фиренци. Члан је Управног одбора Универзитета Џон Кабот у Риму. Године 2013, је постао судија у Бироу за управну правду. У периоду од 1996. до 2018. године је објавио 7 књига из области права и политикологије.

## Формирање владе
Председник Покрета пет звездица Луиђи ди Мајо је предложио Контеа за новог министра јавне управе Италије. Због сукоба између потпредседника Владе Матеа Салвинија и председника Италије Серђа Матарела, Конте је био на ивици да одустане од формирарања владе, али га је председник Серђо Матарела замолио да остане мандатар јер се плашио да ће две владајуће странке извести Италију из Европске уније.Ђузепе Конте је положио заклетву као премијер Италије 31. маја 2018. године.

## Премијер Италије
Упркос чињеници да није имао политичког искуства, Конте је 1. јуна 2018. године наследио демократу Паола Ђентилонија на челу италијанске владе. То је била влада сачињена од представника Лиге и Покрета пет звездица, али и истакнутих независних експерата. Матео Салвини је постао потпредседник Владе и министар унутрашњих послова са циљем сузбијања миграције, а Луиђи Ди Мајо је постао потпредседник Владе и министар економског развоја, рада и социјалне политике са циљем да уведе универзални основни приход. Током говора у Сенату Италије Конте је предложио укидање санкција Русији. Сенат је изгласао нову владу са 171 гласом за, 117 против и 25 уздржаних. Независни посланици су били за или уздржани, јер су углавном пружали подршку Матеу Салвинију. Од 5. фебруара 2019. године Конте је вршилац дужности министра за европске послове Италије након преласка Паола Савоне на нову функцију. Конте очекује велики скок италијанске привреде, али у томе нема слагања са Националном банком Италије.
Конте и његова влада су спровели реформу пореског система по којој је утврђен јединствени порез за предузећа и појединце и повећане казне за утају пореза. Са овим предлогом се нису сложили сви италијански економисти.
Од 2018. године је започета строжа контрола италијанских граница због миграција, а у италијанским лукама је забрањено пристајање бродова хуманитарних организација који превозе мигранте. Дана 24. септембра 2018. године усвојен је Салвинијев декрет којим се олакшава депортација миграната из Италије.
Од почетка мандата, Контеова спољна политика је окарактерисана снажним окретањем ка Русији, залагањем за укидање међународних санкција Русији и ближу сарадњу у борби против тероризма. Конте је такође рекао да ће Италија остати члан НАТО-а и близак партнер САД.
На самиту Г7 у Канади 2018. године је, заједно са председником САД Доналдом Трампом, предложио повратак Русије у ову организацију, чему су се успротивиле остале државе чланице. На истом самиту, Конте је критиковао политику увођења тарифа на увоз челика и алуминијума из ЕУ, које је увео Трамп. Током Контеове посете Вашингтону, председник САД Трамп је изјавио да је Конте заиста велики вођа и подржао његове напоре у борби против илегалне миграције. Конте је у јуну 2018. године блокирао заједничку изјаву Европске уније о америчким тарифама. У марту 2019. године кинески председник Си Ђинпинг и Конте су, у Риму, потписали 29 економских споразума вредних више од 7 милијарди евра у оквиру иницијативе "Један појас, један пут".

## Политички ставови
Године 2018, Конте је изјавио да је пре преласка у Покрет пет звездица био левичар, али и да је схватио да је једина исправна политика борбе за поштовање основних права и слобода. У италијанском Сенату је 5. јуна 2018. године бранио политичку идеологију популистичких и националистичких странака Покрет пет звездица и Лига. Залаже се за поједностављење бирократије и реформу образовног система из 2015. године. По вероисповести је римокатолик.

## Контроверзе
Након што је постао премијер појавиле су се спекулације о медијима да је лажирао податке из своје биографије, јер не постоје подаци да је икада похађао универзитете у Њујорку, Бечу и Паризу.